# Westminster (metrostation)
Westminster is een station van de metro van Londen aan de Circle Line, District Line en Jubilee Line dat op 24 december 1868 werd geopend. 

## Geschiedenis

### Ondiep
Het station werd op 24 december 1868 geopend als Westminster Bridge door de District Railway (DR) (nu de District Line) die toen gebruikmaakte van stoomlocomotieven, destijds was het het oostelijke eindpunt van de lijn tussen South Kensington en Westminster. Het station werd gebouwd in een sleuf ten noorden van het parlementsgebouw en de sporen eindigden daar bij een betonnen muur die met een stapel bielzen werd beschermd. In westelijke richting ligt de lijn in een tunnel schuin onder Parliament Square en Broad Sanctuary. Onder Broad Sanctuary ligt de tunnel dicht bij Westminster Abbey en St. Margaret's church zodat tijdens de graafwerkzaamheden in de slappe bodem maatregelen werden genomen om te voorkomen dat de fundamenten van de kerken ondermijnd zouden worden. Aanvankelijk was het stationsgebouw een provisorium dat boven de sporen werd geplaatst en lagen de perrons onder een afdak in de openlucht en niet onder een glazendak zoals dat bij de andere stations van de lijn. 
Op 30 mei 1870 werd de lijn in oostelijke richting doorgetrokken tot Blackfriars. De eerste aanzet voor de Circle Line kwam eveneens op 24 december 1868 doordat de Metropolitan Line bij South Kensington met de District Railway werd verbonden. De bedrijven reden met eigen materieel over de sporen van de andere, deze gecomineerde dienst werd bekend als Inner Circle. Op 1 februari 1872 opende de DR een verbindingsboog in noordelijke richting vanaf Earl's Court naar de West London Extension Joint Railway (WLEJR, nu de West London Line ) met een station bij Addison Road (nu Kensington (Olympia)). Deze boog was het sluitstuk van de Outer Circle dienst die tussen Broad Street en Mansion House reed via de North London Railway, Willesden Junction, de West London Line en de District Line. Op 1 augustus 1872 begonnen de Hammersmith & City Railway (H&CR) en de DR met de Middle Circle- dienst tussen Moorgate en Mansion House via de H&CR en een aftakking bij Latimer Road naar Addison Road en aan de zuidkant via South Kensington en de sporen van DR. Van een echte cirkel was pas sprake op 6 oktober 1884 toen de sporen tussen Masion House en Tower Hill gereed waren. 
In 1900 werd de Middle Circle-service ingekort om te eindigen bij Earl's Court en op 31 december 1908 werd de Outer Circle-dienst op het DR deel gestaakt. DR had haar lijnen geëlektrificeerd uit concurrentie overwegingen en vanaf 1905 stroomde het elektrische materieel in. In 1907 kreeg het station zijn huidige naam Westminster. De Circle Line werd pas in 1949 geformaliseerd met een eigen lijnkleur, geel, op de kaart. In het midden van de jaren 1890 was de stationsingang opgenomen in een groter gebouw. In 1922 werd door Charles Holden een nieuwe ingang met luifel ontworpen voor de ingang aan Bridge Street en in 1924 ontwierp hij een in het oog springende ingang aan het Victoria Embankment. Dit waren de eerste van vele projecten van de architect voor de London Electric Railway (de belangrijkste voorloper van London Transport and Transport for London ). De perrons werden ook voorzien van nieuwe wandtegels in een groen, blauw, zwart en wit tegelschema dat later door Holden op veel stations uit die periode werd gebruikt en dat nog steeds zichtbaar is in het naburige St James's Park-station. Tussen eind 1962 en begin 1964 werden de perrons aan de noordoostkant verlengd om langere treinen met 8 rijtuigen mogelijk te maken. Hierbij moesten de tunnels onder de Norman Shaw Buildings, tot 1967 het hoofdbureau van de Metropolitan Police, in New Scotland Yard worden vergroot.

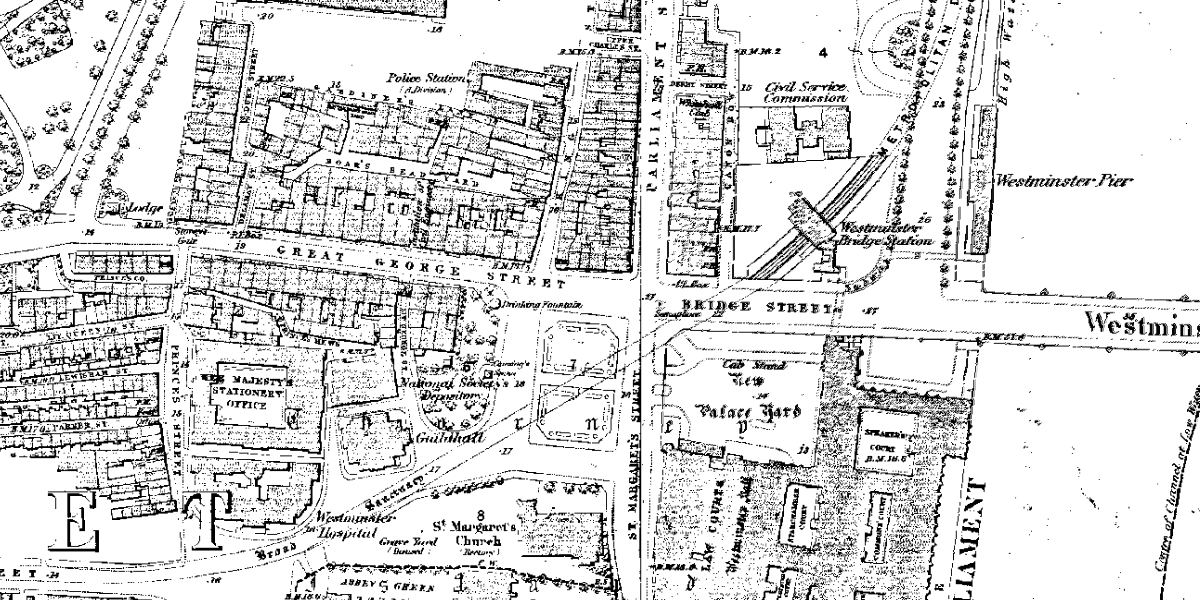
Westminster 1878-79
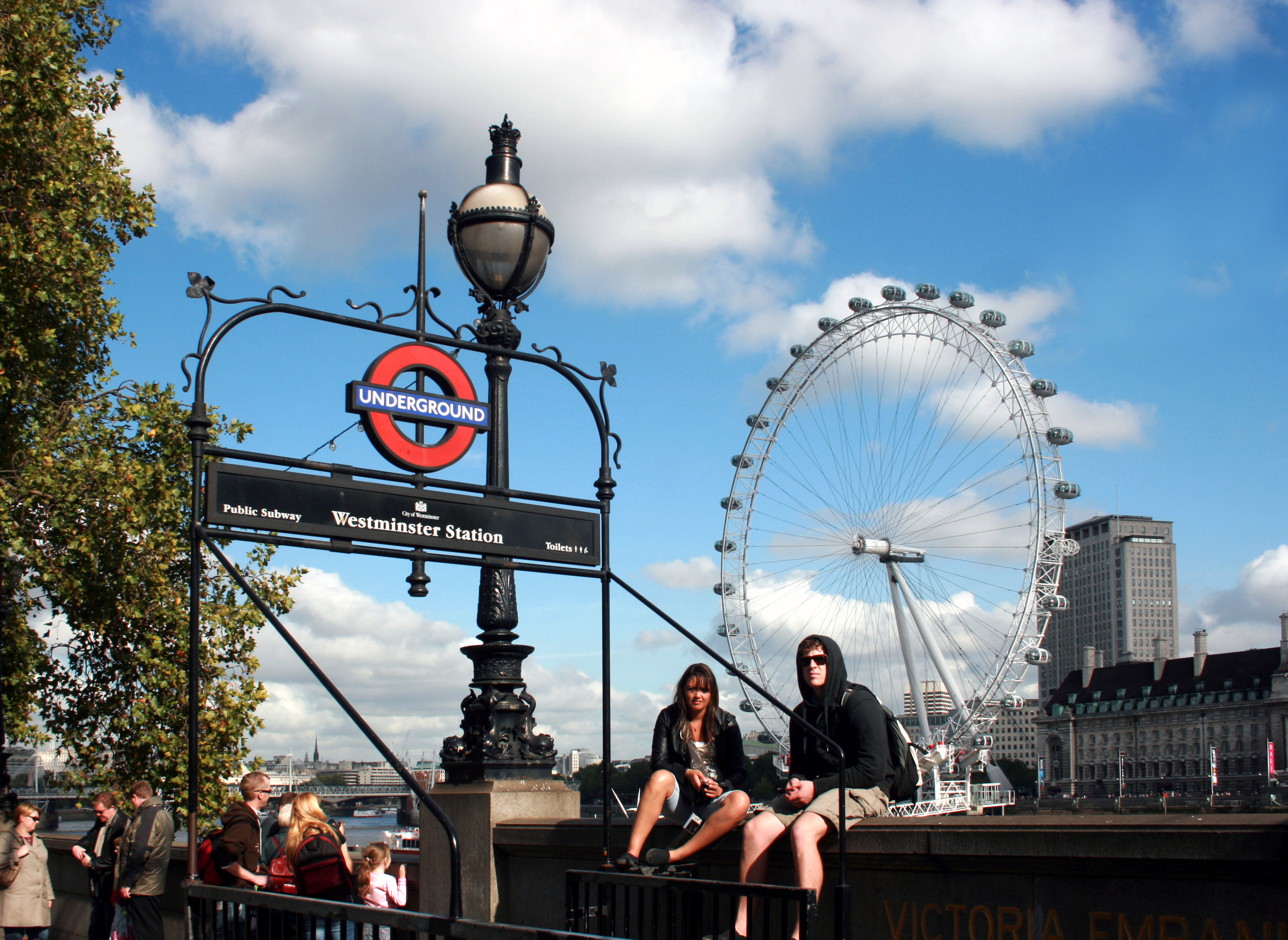
De ingang bij Victoria Embankment
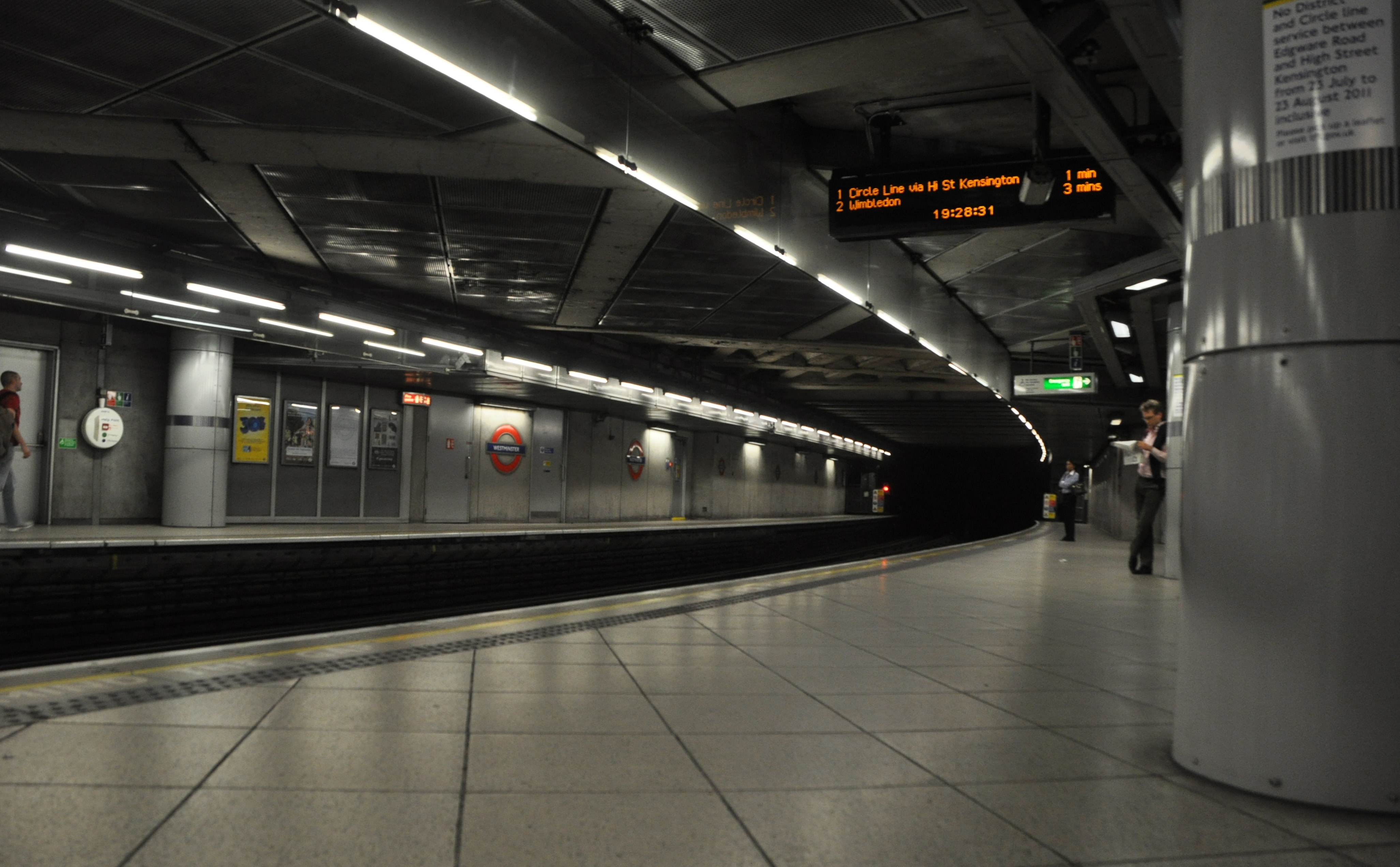
De ondiepgelegen perrons in 2011

### Jubilee Extension
In het kader van de Jubilee Line extension werd het station tussen 1993 en 1999 geheel verbouwd. De Jubilee Line werd vanaf 1965 uitgewerkt onder de naam Fleet Line en zou onder Fleet Street lopen als verbinding tussen de Stanmoretak van de Bakerloo Line in het noordwesten en Thamesmead in het zuidoosten van de stad. Het eerste deel werd gebouwd tussen 1971 en 1979 maar ten oosten van Charing Cross kwam de lijn niet verder dan Strand. In 1992 kwam er een nieuw tracébesluit om de lijn niet door het centrum maar langs de spoorwestations op de zuidoever van de Theems te leggen zodat de Docklands alsnog een aansluiting op de metro zou krijgen. Vanaf Green Park werd de route via Westminster naar Waterloo gelegd en de perrons bij Charing Cross werden gesloten. Voor Westminster betekende dit de sloop van de gebouwen rond het station om plaats te maken voor nieuwbouw. De perrons uit 1868 werden in kleine stapjes, 's nachts terwijl de metro niet reed, afgezonken om een toegang tot Portcullis House, het nieuwe kantoor van het parlement, op de begane grond mogelijk te maken. Zowel Portcullis House als het station werden ontworpen door Michael Hopkins & Partners. 
De perrons van de Jubilee Line liggen bovenelkaar in een kuip van 39 meter diep tussen betonnen diepwanden die van binnen vesterkt is met horizontale stempels. Deze kuip is de diepste die ooit in het centrum van Londen gegraven is. De kuip onder Bridge Street bevat het roltrappenhuis aan de noordkant, de kant van het oorspronkelijke station, en de perrons van de Jubilee Line aan de zuidkant naast de Elizabeth Tower (Big Ben), de klokkentoren van het parlementsgebouw. Het bovenste perron handelt de metro's naar het oosten af, het onderste perron die naar het westen. De diepte van de kuip en de tunnels vlak naast de klokkentoren vormde een aanzienlijk risico voor de stabiliteit van de fundering van de klokkentoren op slechts 34 meter van de kuip. De klokkentoren werd voorzien van een meetsysteem om zettingen te detecteren. Om de fundering te beschermen en de zetting van de ondergrond te beheersen, werden stalen buizen van 50 meter horizontaal rond en onder de 3 meter dikke fundering van de klokkentoren aangebracht. De buizen waren voorzien van een besturingssysteem waarmee grout in de grond werd geïnjecteerd om de zetting te compenseren wat tussen januari 1996 en september 1997 22 keer gebeurde. Hierdoor werd de beweging van de klokkentoren tot een acceptabel maximum van 35 millimeter beperkt. Zonder de groutinjectie zou de beweging minstens 120 millimeter zijn geweest wat scheuren in de toren veroorzaakt zou hebben. De verlenging van de Jubilee Line kwam op 20 november 1999 gereed maar de metro's stoppen pas sinds 22 december 1999 op Westminster.

## Ligging en inrichting
Het station bevindt zich op de hoek van Bridge Street en Victoria Embankment, rond het station liggen de Houses of Parliament , Westminster Abbey , Parliament Square ,Whitehall , Westminster Bridge en de London Eye. Iets verder liggen Downing Street , de Cenotaph , Westminster Millennium Pier , de Treasury , het Foreign and Commonwealth Office en het Supreme Court in de buurt van het station.
De inrichting van het station is een strakke combinatie van beton en roestvrij staal dat zowel langs de ondiepe perrons als langs de Jubilee Line te vinden is. Doordat het oorspronkelijke station is overkluisd met Portcullis House liggen alle perrons ondergronds. Door de vervlochten roltrappen in het roltrappenhuis worden de overstappers en in- en uitstappers gescheiden voor een goede doorstroming in het station. De perrons van de Jubilee Line, zijn net als bij alle stations van de verlenging, hebben perrondeuren. Het ontwerp van het station won een aantal prijzen, waaronder de Civic Trust-award in 2000 en 2002, de Royal Fine Art Commission Millennium Building of the Year-prijs in 2000 en de RIBA Award for Architecture in 2001. Het sttaion en Portcullis House waren in 2001 gezamenlijk genomineerd voor de prestigieuze Stirling Prize van de RIBA. Op 15 oktober 2015 werd het station na een twee maanden durende openbare stemming in de top 10 van transport vormgeving geplaatst.

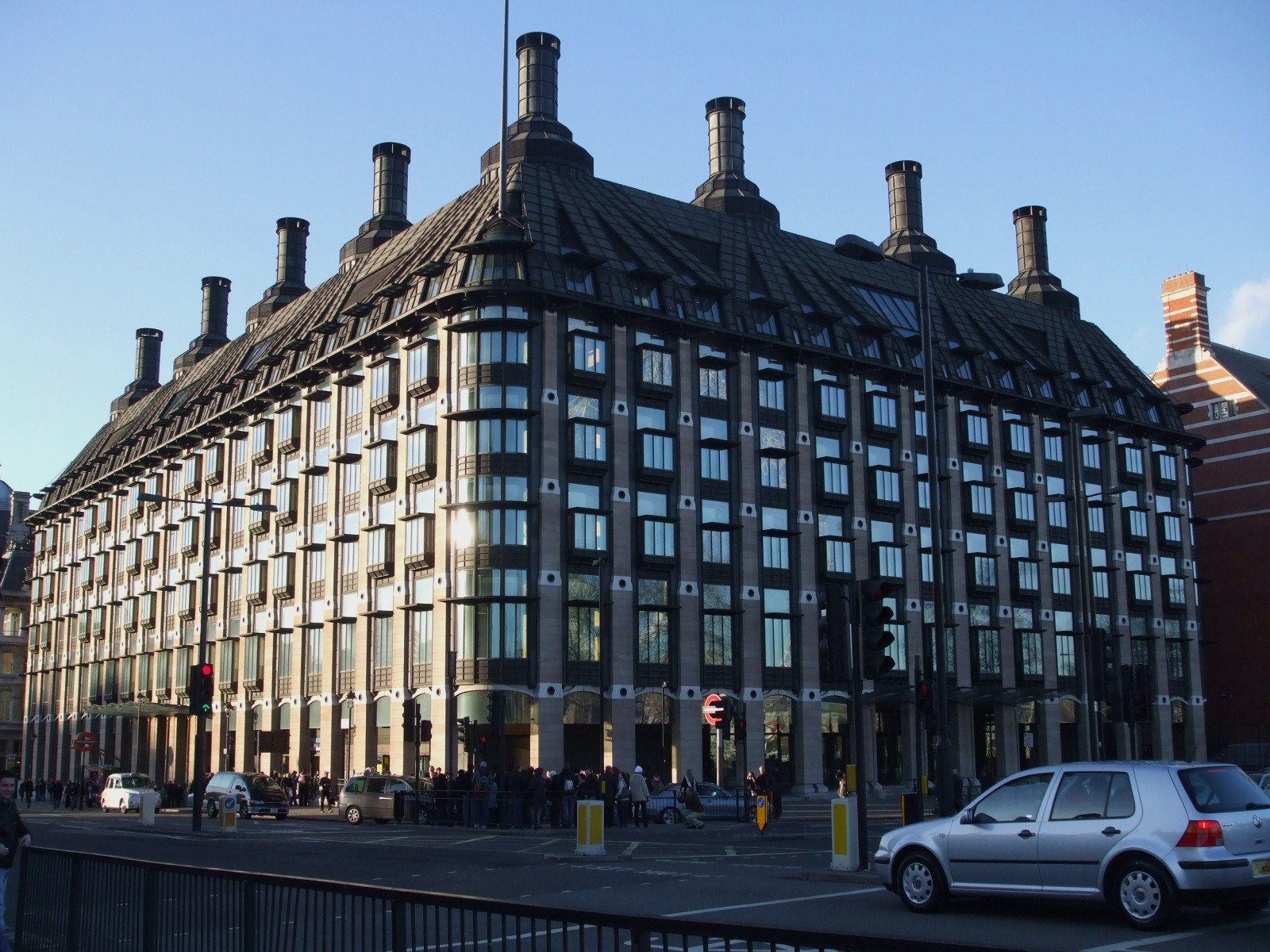
Portcullis House
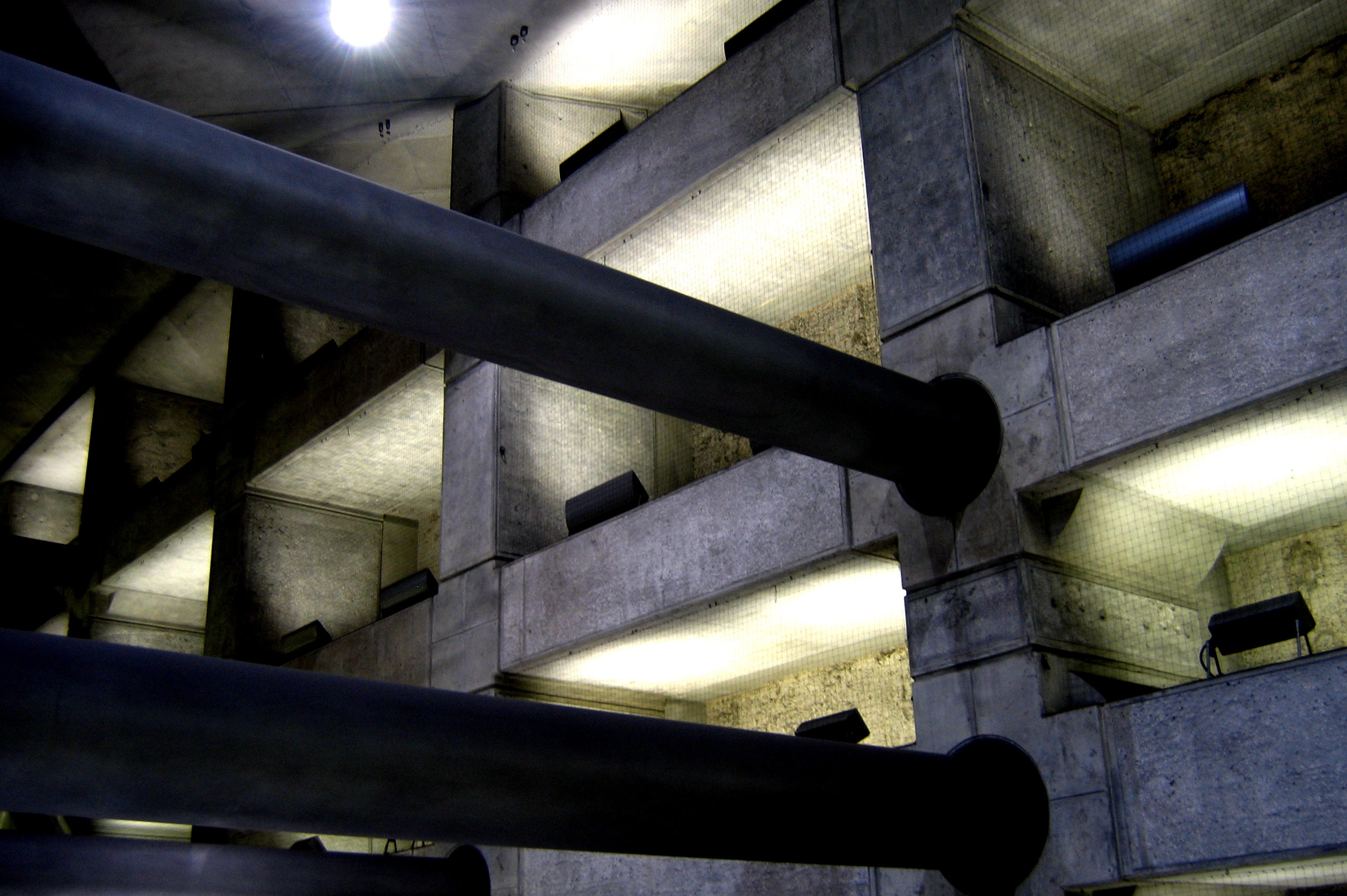
De wand rond de kuip met de horizontale stempels
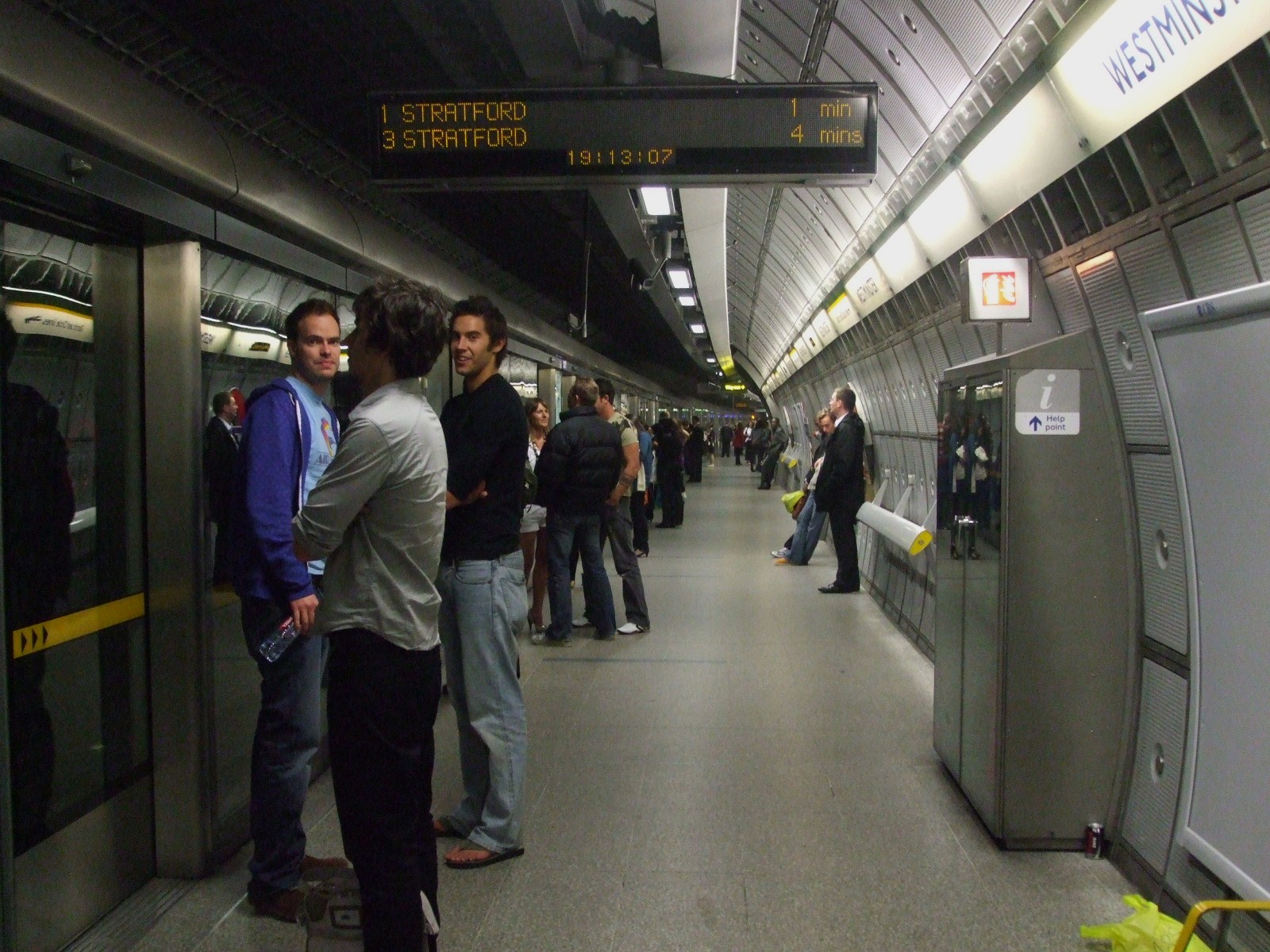
Het bovenste perron van de Jubilee Line

## Reizigersdienst
Het station bevindt zich in tariefzone 1 van Londen, de diensten rijden in wisselende frequenties afhankelijk van de drukte. Zo rijdt de District Line elke 2-6 minuten van 05:25 tot 00:38 in oostelijke richting en van 05:49 tot 00:37 in westelijke richting. Tussen deze diensten rijdt de Circle Line elke 8-12 minuten van 05:49 tot 00:24 met de klok mee en van 05:36 tot 00:19 tegen de klok in. De Jubilee Line rijdt elke 2-5 minuten van ongeveer 05:28 tot 00:48 in oostelijke richting en van 05:38 tot 00:31 in noordelijke richting.

Hammersmith · 
Goldhawk Road · 
Shepherd's Bush Market · 
Wood Lane · 
Latimer Road · 
Ladbroke Grove · 
Westbourne Park · 
Royal Oak · 
Paddington · 
Edgware Road · 
Baker Street · 
Great Portland Street · 
Euston Square · 
King's Cross St. Pancras · 
Farringdon · 
Barbican · 
Moorgate · 
Liverpool Street · 
Aldgate · 
Tower Hill · 
Monument · 
Cannon Street · 
Mansion House · 
Blackfriars · 
Temple · 
Embankment · 
Westminster · 
St. James's Park · 
Victoria · 
Sloane Square · 
South Kensington · 
Gloucester Road · 
High Street Kensington · 
Notting Hill Gate · 
Bayswater · 
Paddington · 
Edgware Road
Stanmore ·
Canons Park ·
Queensbury ·
Kingsbury ·
Wembley Park ·
Neasden ·
Dollis Hill ·
Willesden Green ·
Kilburn ·
West Hampstead ·
Finchley Road ·
Swiss Cottage ·
St. John's Wood ·
Baker Street ·
Bond Street ·
Green Park ·
Westminster ·
Waterloo ·
Southwark ·
London Bridge ·
Bermondsey ·
Canada Water ·
Canary Wharf ·
North Greenwich ·
Canning Town ·
West Ham ·
Stratford